# Пулитцеровская премия за комментарий
Пулитцеровская премия за комментарий (англ. Pulitzer Prize for Commentary) — одна из номинаций Пулитцеровской премии, впервые присуждённая в 1970 году.

За выдающийся комментарий, использующий любой доступный журналистский инструмент.Оригинальный текст (англ.)For distinguished commentary, using any available journalistic tool

## История
Формат комментария является одним из традиционных для американской журналистики, тем не менее соответствующей номинации Пулитцеровской премии в первые годы не существовало. Учреждение в 1970 году категории «За выдающуюся критику или комментарий» было призвано подчеркнуть растущее значение этой формы, стимулировать молодых авторов и повысить престиж профессии. Уже через три года номинацию разделили на две: «За комментарий» и «За критику».

## Лауреаты
| Год  | Лауреат                       | Издание                           | Комментарий |
| ---- | ----------------------------- | --------------------------------- | --- |
| 1970 | Маркиз Чайлдс                 | St. Louis Post-Dispatch           | За выдающиеся комментарии в 1969 году. |
| 1971 | Уильям Э. Колдуэлл            | The Record                        | За комментарии в его ежедневной колонке. |
| 1972 | Майк Ройко                    | Chicago Daily News                | За ведение авторской колонки в течение 1971 года. |
| 1973 | Дэвид С. Бродер               | The Washington Post               | За ведение авторской колонки в течение 1972 года. |
| 1974 | Эдвин Э. Робертс (младший)    | National Observer                 | За комментарии по общественным вопросам в 1973 году. |
| 1975 | Мэри Макглори                 | The Washington Star               | За комментарии по общественным вопросам в 1974 году. |
| 1976 | Уолтер Уэллесли Смит          | The New York Times                | За спортивные комментарии на протяжении 1975 года и других лет. |
| 1977 | Джордж Уилл                   | The Washington Post Writers Group | За выдающиеся комментарии на разную тематику. |
| 1978 | Уильям Сафир                  | The New York Times                | За комментарии по делу Берта Лэнса. |
| 1979 | Рассел Бейкер                 | The New York Times                | |
| 1980 | Эллен Гудман                  | The Boston Globe                  | |
| 1981 | Дэйв Андерсон                 | The New York Times                | За спортивные комментарии. |
| 1982 | Арт Бухвальд                  | Los Angeles Times Syndicate       | |
| 1983 | Клод Ситтон                   | The News & Observer               | |
| 1984 | Вермонт С. Ройстер            | The Wall Street Journal           | |
| 1985 | Мюррей Кемптон                | Newsday                           | За остроумное и проницательное представление общественных проблем в течение 1984 года и всей выдающейся карьеры. |
| 1986 | Джимми Бреслин                | New York Daily News               | За колонки, которые регулярно отстаивают интересы простых граждан. |
| 1987 | Чарльз Краутхаммер            | The Washington Post Writers Group | За остроумные и проницательные колонки на национальную тематику. |
| 1988 | Дэйв Барри                    | The Miami Herald                  | За последовательное эффективное использование юмора как приспособления для представления серьёзных проблем под новым углом. |
| 1989 | Кларенс Пэйдж                 | Chicago Tribune                   | За провокационные колонки локальной и государственной тематик. |
| 1990 | Джим Мюррей                   | Los Angeles Times                 | За спортивные колонки. |
| 1991 | Джимми Ли Хогланд             | The Washington Post               | За глубокие и прозорливые колонки о событиях, повлёкших войну в Персидском заливе, и о политических проблемах Михаила Горбачёва. |
| 1992 | Анна Квиндлен                 | The New York Times                | За убедительные колонки, затрагивающие широкий круг светских и политических тем. |
| 1993 | Лиз Балмаседа                 | The Miami Herald                  | За комментарии из Гаити об ухудшении политических и социальных условий и за колонку о кубинских американцах в Майами. |
| 1994 | Уильям Распберри              | The Washington Post               | За убедительные комментарии по целому ряду социальных и политических тем. |
| 1995 | Джим Дуайер                   | Newsday                           | За убедительные и участливые колонки о Нью-Йорке. |
| 1996 | Этелин Шипп                   | New York Daily News               | За проницательные колонки о расовом вопросе, государственных пособиях и других социальных темах. |
| 1997 | Эйлин Макнамара               | The Boston Globe                  | За разноплановые колонки о людях и проблемах в Массачусетсе. |
| 1998 | Майк МакАлари                 | New York Daily News               | За освещение жестокого обращения полиции с гаитянским иммигрантом в полицейском участке Бруклина. |
| 1999 | Морин Дауд                    | The New York Times                | За свежие и проницательные колонки о последствиях романа президента Билла Клинтона с Моникой Левински. |
| 2000 | Пол Гигот                     | The Wall Street Journal           | За информативные и проницательные статьи о политике и правительстве. |
| 2001 | Дороти Рабинович              | The Wall Street Journal           | За статьи об американском обществе и культуре. |
| 2002 | Томас Фридман                 | The New York Times                | За основанную на развёрнутых репортажах проницательность, продемонстрированную в комментариях о глобальных последствиях террористической угрозы. |
| 2003 | Кольберт И. Кинг              | The Washington Post               | За колонки «против шерсти», которые обращаются к людям у власти с яростью и мудростью. |
| 2004 | Леонард Питтс                 | The Miami Herald                  | За свежие, запоминающиеся колонки, которые с энтузиазмом и состраданием обращаются к обычным людям на часто спорные темы. |
| 2005 | Конни Шульц                   | The Plain Dealer                  | За остроумные колонки, которые предоставляют голос слабым и обездоленным. |
| 2006 | Николас Кристоф               | The New York Times                | За красочные, хорошо проработанные колонки, которые на свой страх и риск акцентировали внимание на геноциде в Дарфуре и дали возможность высказаться безгласным в других частях света.                                                                                             |
| 2007 | Синтия Такер                  | The Atlanta Journal-Constitution  | За смелые, рассудительные колонки, которые демонстрируют высокую нравственность и убедительные знания об обществе. |
| 2008 | Стивен Перлштейн              | The Washington Post               | За проницательные колонки, которые с мастерской доходчивостью исследуют сложные экономические проблемы страны. |
| 2009 | Юджин Робинсон                | The Washington Post               | За красноречивые колонки о президентской кампании 2008 года, в которых основное внимание уделяется избранию первого президента афроамериканского происхождения, а также демонстрируется изысканный стиль и понимание более целостной исторической перспективы.                     |
| 2010 | Кэтлин Паркер                 | The Washington Post               | За проницательные, зачастую остроумные колонки по ряду политических и моральных вопросов, аккуратно демонстрирующих опыт и ценности, которые приводят автора к непредсказуемым выводам.                                                                                            |
| 2011 | Дэвид Леонхардт               | The Washington Post               | За изящную проницательность относительно сложных экономических вопросов Америки, от дефицита федерального бюджета до реформы здравоохранения. |
| 2012 | Мэри Шмич                     | Chicago Tribune                   | За разнообразные прозаические колонки, которые отражают характер и культуру знаменитого города автора. |
| 2013 | Брет Л. Стивенс               | The Wall Street Journal           | За язвительные колонки о внешней и внутренней политике США, часто оживляемые противоположными мнениями. |
| 2014 | Стивен Хендерсон              | Detroit Free Press                | За колонки о финансовом кризисе в родном городе автора, которые тот написал со страстью и волнующим чувством принадлежности, не жалея никого в своей критике. |
| 2015 | Лиза Фалькенберг              | Houston Chronicle                 | За живо написанные, новаторские колонки о злоупотреблениях Большого жюри, повлёкших неправомерное осуждение. Материалы также выявили другие вопиющие нарушения в правовых и иммиграционных системах.                                                                               |
| 2016 | Фара Стокман                  | The Boston Globe                  | За глубоко проработанные колонки, которые ясным взглядом на продолжающиеся расовые противоречия исследуют наследие школьной сегрегации в Бостоне и его влияние на образование в городе.                                                                                            |
| 2017 | Пегги Нунан                   | The Wall Street Journal           | За прекрасно оформленные колонки, которые связывали читателей с общими моральными принципами американцев во время одной из самых спорных политических кампаний в стране. |
| 2018 | Джон Арчибальд                | Alabama Media Group               | За лирический и храбрый комментарий, который основывается на ситуации в Алабаме, но имеет национальный резонанс в отношении разоблачения коррумпированных политиков, отстаивания прав женщин и обличения лицемерия.                                                                |
| 2019 | Тони Мессенджер               | St. Louis Post-Dispatch           | За дерзкие колонки, которые разоблачают должностные преступления и несправедливое принуждение бедных сельских жителей Миссури, обвиняемых в совершении судебно наказуемых проступков, платить непосильные штрафы или отправляться в тюрьму.                                        |
| 2020 | Николь Ханна-Джонс            | The New York Times                | За подробное, глубокое освещение и личные эссе о беспрецедентном Проекте 1619, который преподносит порабощение африканцев как центральную веху в истории США, побуждая к общественной дискуссии об основании и развитии нации.                                                     |
| 2021 | Майкл Пол Уильямс             | Richmond Times-Dispatch           | За проницательные и исторически содержательные статьи, которые помогли Ричмонду, бывшей столице Конфедерации, пройти через болезненный и сложный процесс демонтажа городских памятников превосходству белой расы.                                                                  |
| 2022 | Мелинда Хеннебергер           | The Kansas City Star              | За убедительные статьи, требующие справедливости для предполагаемых жертв отставного полицейского детектива, обвиняемого в сексуальном насилии. |
| 2023 | Кайл Уитмайр                  | AL.com                            | За взвешенные и убедительные колонки, документирующие, как конфедеративное наследие Алабамы по-прежнему окрашивает настоящее расизмом и изоляцией, рассказанные посредством экскурсий по ее первой столице, ее особнякам и памятникам, а также через историю, которой пренебрегли. |
| 2024 | Владимир Кара-Мурза (младший) | The Washington Post               | За страстные колонки, написанные с большим риском для жизни из тюремной камеры, в которых он предупреждал о последствиях инакомыслия в России Владимира Путина и настаивал на демократическом будущем своей страны.                                                                |
| 2025 | Мосаб Абу Тоха                | The New Yorker                    | За эссе о физическом и эмоциональном опустошении в Газе, которые сочетают глубину журналистского расследования с личной откровенностью мемуаров, передавая палестинский опыт более чем полутора лет войны с Израилем.                                                              |